# Cyathula orthacanthoides
Cyathula orthacanthoides är en amarantväxtart som beskrevs av Karl Suessenguth. Cyathula orthacanthoides ingår i släktet Cyathula, och familjen amarantväxter. Inga underarter finns listade i Catalogue of Life.